# Sint-Martinuskerk (Baarle)
De Sint-Martinuskerk is een kerkgebouw in het dorp Baarle, een deel van de Gentse deelgemeente Drongen. De kerk is toegewijd aan Martinus van Tours.

## Architectuur en bouwgeschiedenis
In 1025 werd er voor het eerst een kerk vermeld in Baarle. Vermoedelijk was het een kleine romaanse eenbeukige kerk, gesticht door Amandus in de zevende eeuw. Deze kerk kreeg ook te maken met de beeldenstormers en werd zwaar beschadigd. Door geldgebrek duurde het tot 1654 vooraleer het gebouw hersteld geraakte. Tot 1803 werd de parochie bediend door paters van de Sint-Pietersabdij van Gent of van de abdij van Drongen.
Op de oude funderingen bouwde men de huidige neogotische kerk. Dat gebeurde toen Baarle in 1805 fuseerde met Drongen. De kerk werd in de negentiende eeuw aangepast en vergroot en in 1857 ingewijd. In 1831 bouwde men zijbeuken, in 1855 twee bijkomende traveeën, een nieuwe westgevel, naar het ontwerp van architect F. Cardon en later de constructie van twee sacristieën. Het grondplan vertoont een hallenkerk met drie beuken met ingebouwde vierkante kerktoren, zonder transept.
Het interieur vertoont een neogotisch hoogaltaar, toegewijd aan Sint-Martinus (1865) en zijaltaren van Heilige Maagd en Heilige Anna (1873), ontworpen door Jean-Baptiste Bethune. In 1994 restaureerde men de kerk.